# Bedřich Prokoš
Bedřich Prokoš (23. října 1912 Praha – 20. dubna 1997 Praha) byl český herec, divadelní ředitel, organizátor, manažer a odborový funkcionář.

## Život
Původním povoláním byl kovorytec. Od mládí rád hrál ochotnické divadlo. Od roku 1936 a pak i v začátku 2. světové války v době nacistické okupace působil u kočovných divadelních společností (např. společnost F. Grabingra). V letech 1940–1943 hrál v Divadle práce v Praze. Po válce spoluzakládal Divadlo pracujících v Mostě, později (1945–1954) přesídlil do Realistického divadla Zdeňka Nejedlého na pražském Smíchově (což je dnešní Švandovo divadlo). Od roku 1954 působil čtyři roky v Divadle československé armády, resp. Ústředním divadle československé armády v Praze na Vinohradech. V letech 1958 až 1965 působil ve funkci ředitele Národního divadla v Praze. V období 1965 až 1969 hrál opět v Divadle na Vinohradech a od listopadu 1969 až do února 1971 byl šéfem činohry ND.
U filmu působil od roku 1950, zpočátku hrál pouze drobnější vážné a dramatické role, s přibývajícím věkem se dostavily i role komické zejména u filmů scenáristické dvojice Ladislav Smoljak a Zdeněk Svěrák (například Kulový blesk, Vrchní, prchni a další). V televizi vystupoval v několika seriálech, např. Nejmladší z rodu Hamrů nebo Muž na radnici. Spolupracoval také s rozhlasem a dabingem, uplatnil se i jako spíkr dokumentárních filmů.
V letech 1951–1954 vyučoval herectví na DAMU.

## Filmografie (výběr)

### Televize
- 1970 F. L. Věk (TV seriál) – role: farář v Dobrušce
- 1975 Nejmladší z rodu Hamrů (TV seriál) – role: Hrstka
- 1976 Muž na radnici (TV seriál) – role: Kocman
- 1978 Zákony pohybu (TV seriál) – role: náměstek generálního ředitele Sláma
- 1980 Nezralé maliny – role: Bergman
- 1981 Okres na severu (TV seriál) – role: ministr

### Film
- 1960 Vyšší princip – role: otec Havelka
- 1974 Jak utopit dr. Mráčka aneb Konec vodníků v Čechách – role: předseda vodnického kongresu
- 1975 Můj brácha má prima bráchu – role: ředitel školy
- 1977 Což takhle dát si špenát – role: prof. Neubauer
- 1978 Kulový blesk – role: Flieger
- 1980 Vrchní, prchni – role: podvedený právník
- 1981 Trhák – role: dramaturg
- 1981 Konečná stanice – role: major v. v.

## Citát
| „                   | Myslím, že Bedřich zas tak moc nelitoval, když přestal být ředitelem, protože byl opravdu dobrý herec...Za sebe vám mohu říci, že jsem měla Bedřicha ráda, že jsem si ho vážila, a že mám dojem, že v tom divadle udělal kus veliké práce, to je marné. Jsou lidé, kteří byli velkými osobnostmi, ale dneska jako kdyby nebyli, protože už nikoho nezajímají. | “ |
| — Jiřina Petrovická | |   |

## Ocenění
- 1952 Státní cena
- 1958 Vyznamenání Za zásluhy o výstavbu
- 1962 Řád práce
- 1963 titul zasloužilý umělec
- 1976 ocenění Zasloužilý člen ND
- 1977 Medaile Ant. Zápotockého
- 1980 Zlatý odznak ROH
- 1982 medaile Za obětavou práci pro socialismus